# Calyptogena tuerkayi
Calyptogena tuerkayi is een tweekleppigensoort uit de familie van de Vesicomyidae. De wetenschappelijke naam van de soort is voor het eerst geldig gepubliceerd in 2006 door Krylova & Janssen.